# 素晴らしき嘘
『素晴らしき嘘』（すばらしきうそ）は、flumpoolの楽曲。2020年2月26日に19枚目のシングルとしてA-Sketchから発売された。

## 解説
初回限定盤特典のDVDは、2019年の全国ツアー「⌘⇧Z」のメイキング映像を中心とした シングル「HELP」の初回限定盤特典DVDに続くドキュメントムービー第2弾「flumpool Re:VENGE」が収録されている。
表題曲の「素晴らしき嘘」は日本テレビ系水曜ドラマ「知らなくていいコト」の主題歌である。またカップリング曲の「ネバーマインド」はTVアニメ「あひるの空」のオープニングテーマである。他にはライブ「[flumpool年末ライブ「FOR ROOTS」 〜シロテン・フィールズ・ワンスモア〜] 2019.12.30 at 大阪城ホール」のライブ音源3曲が収録されている。

## 収録曲
1. 素晴らしき嘘
2. ネバーマインド
3. 388859（ライブ音源）
4. HELP（ライブ音源）
5. 春風（ライブ音源）

ライブ音源:[flumpool年末ライブ「FOR ROOTS」 〜シロテン・フィールズ・ワンスモア〜] 2019.12.30 at 大阪城ホール